# Chapelle Saint-Vincent de Questembert
Pour les articles homonymes, voir chapelle Saint-Vincent.
La chapelle Saint-Vincent  est située  au lieu-dit « Saint Doué », à Questembert dans le Morbihan.

## Historique
La croix bannière fait l'objet d'une inscription au titre des monuments historiques depuis le 25 février 1928.

## Galeries

La croix bannière
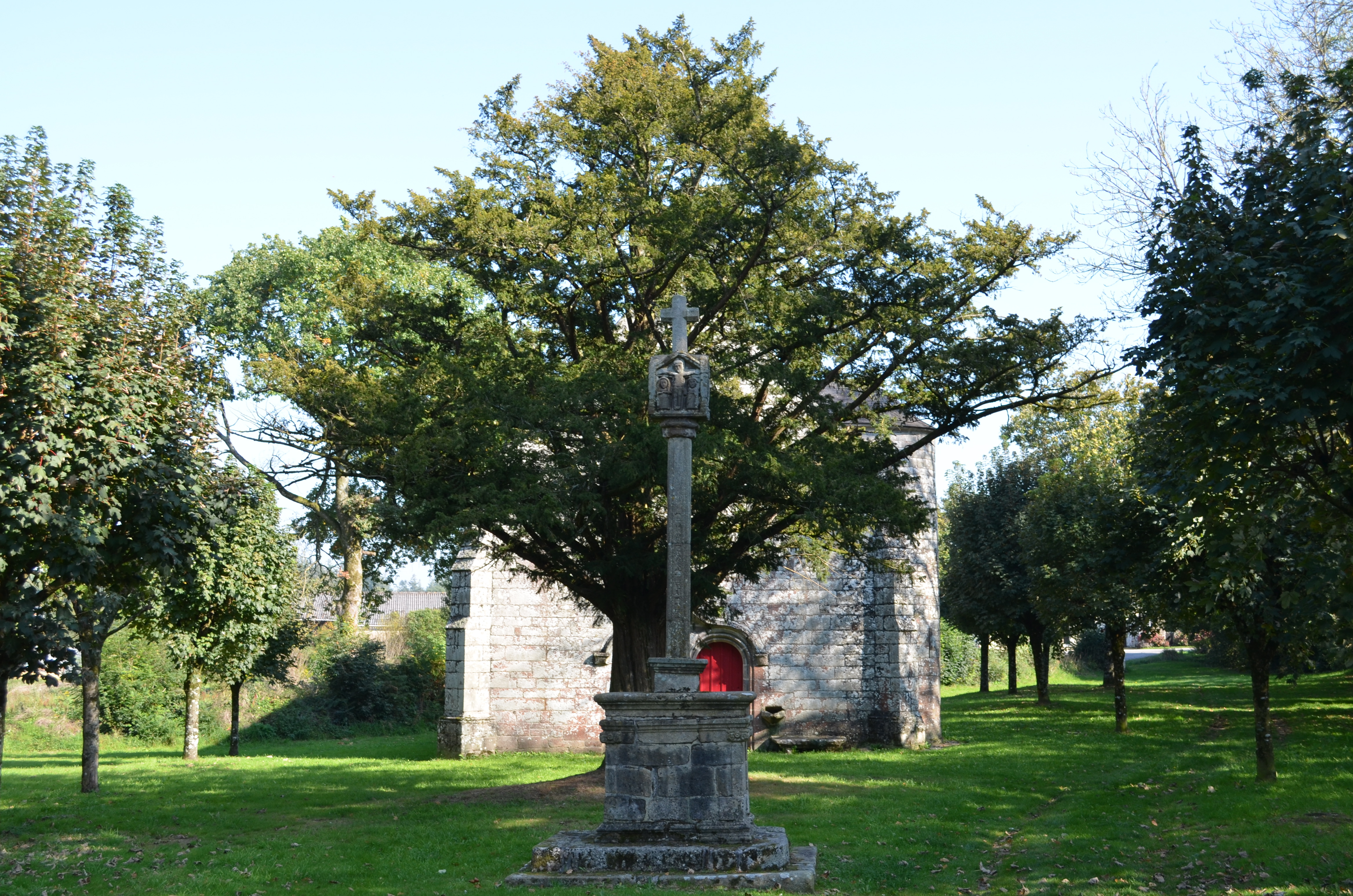
Chapelle Saint-Vincent derrière la croix bannière
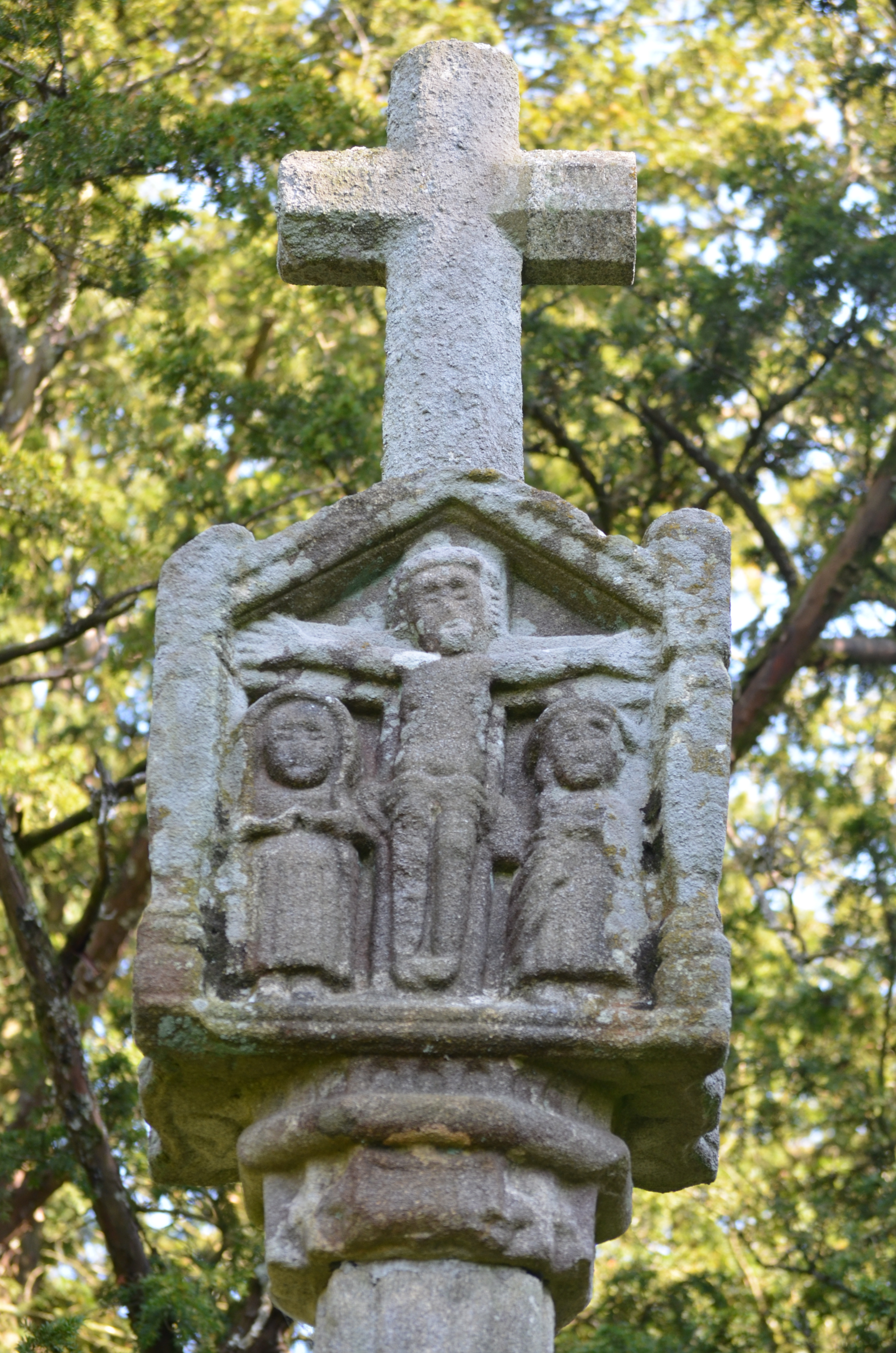
Sculpture de crucifixion sur l'une des faces
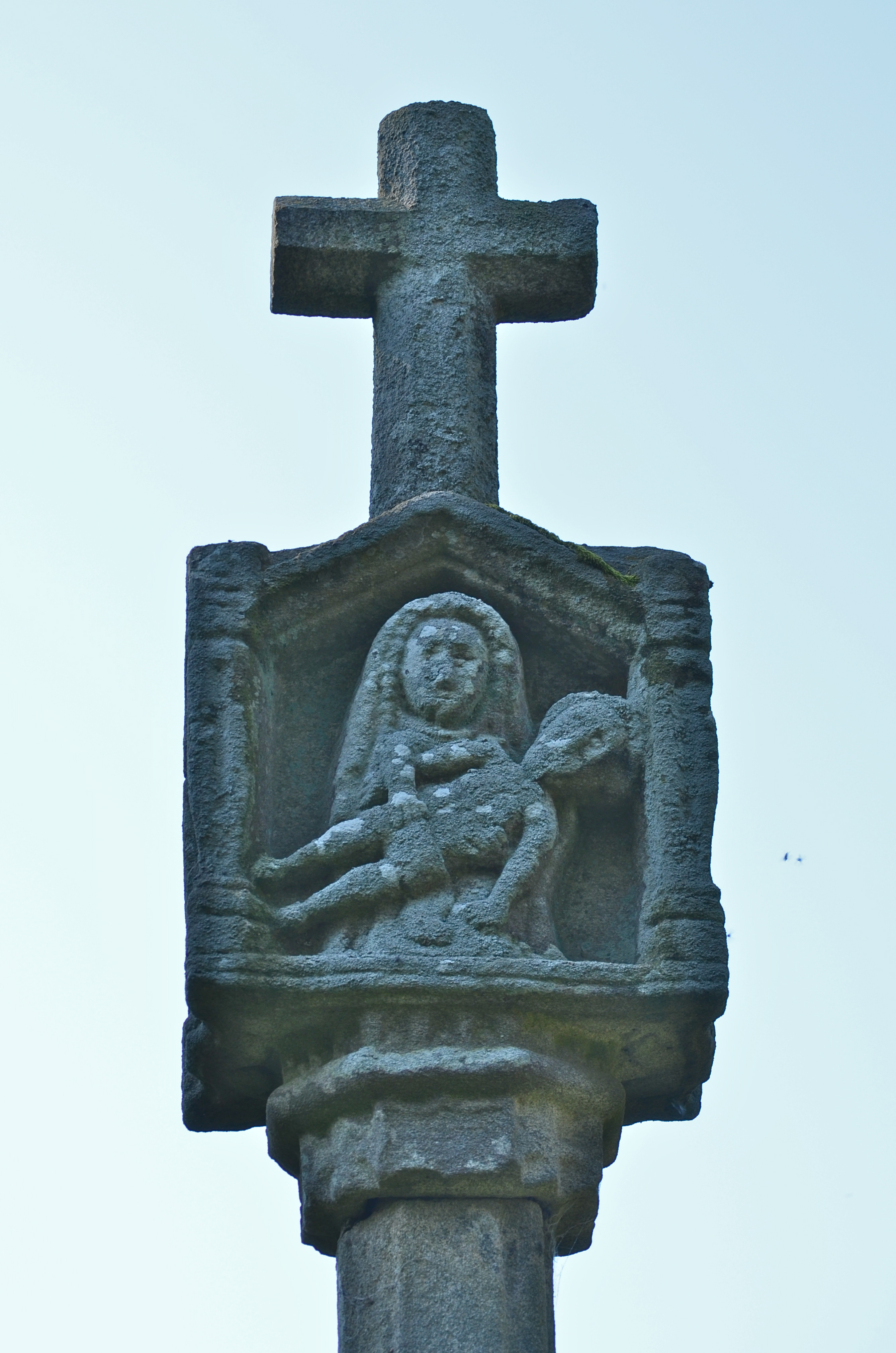
Sculpture d'une Pietà sur l'autre face

La chapelle
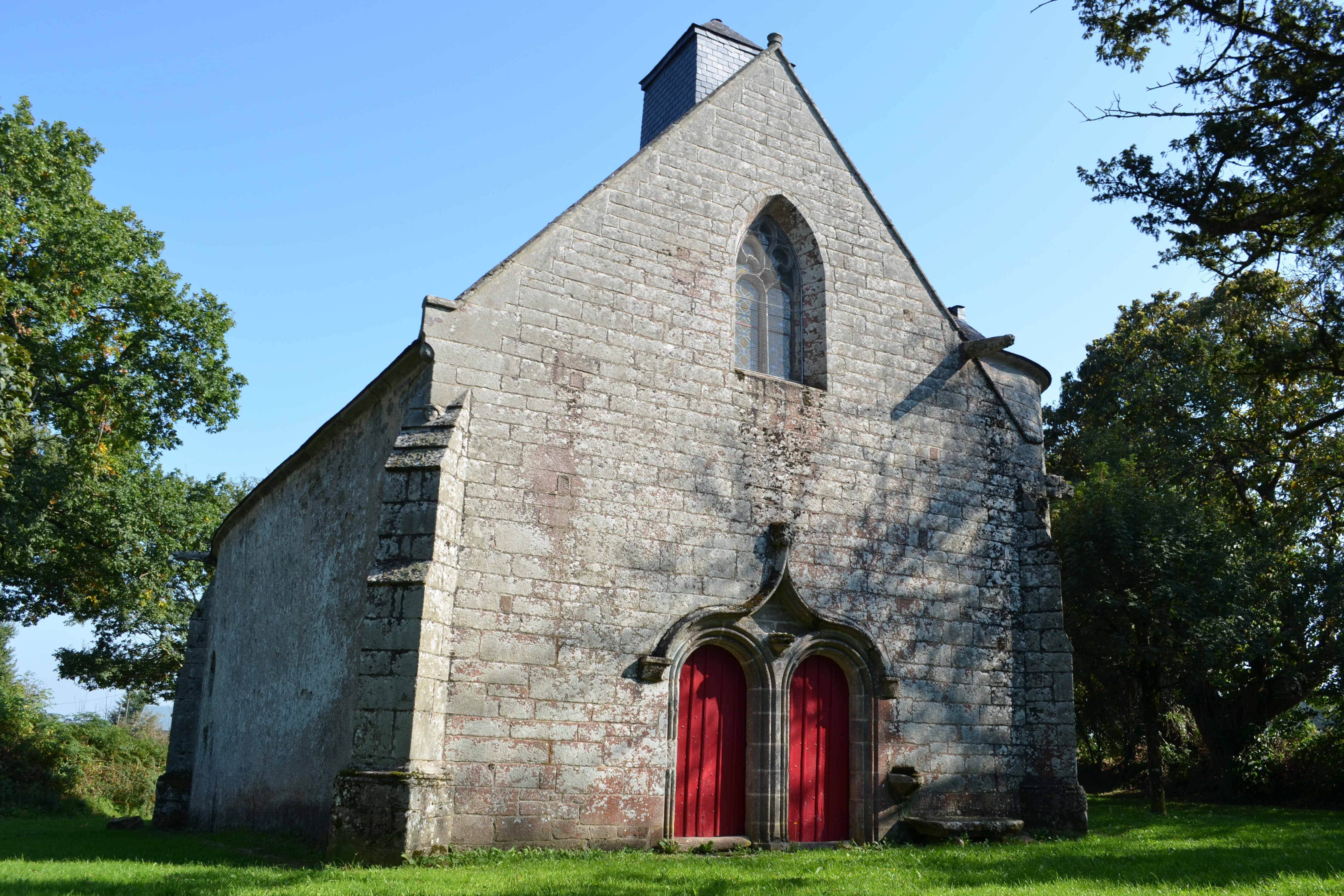
Chapelle Saint-Vincent
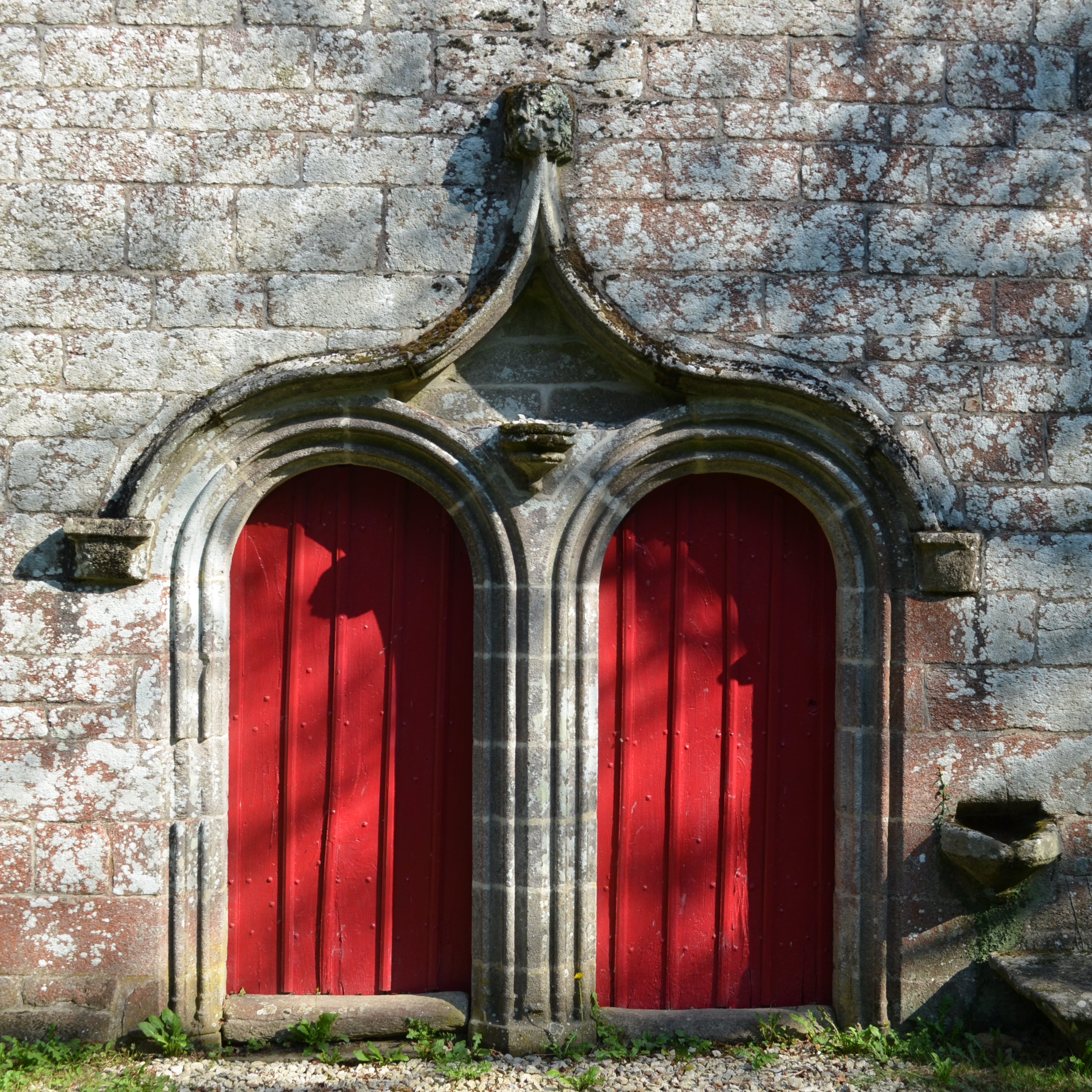
Portail
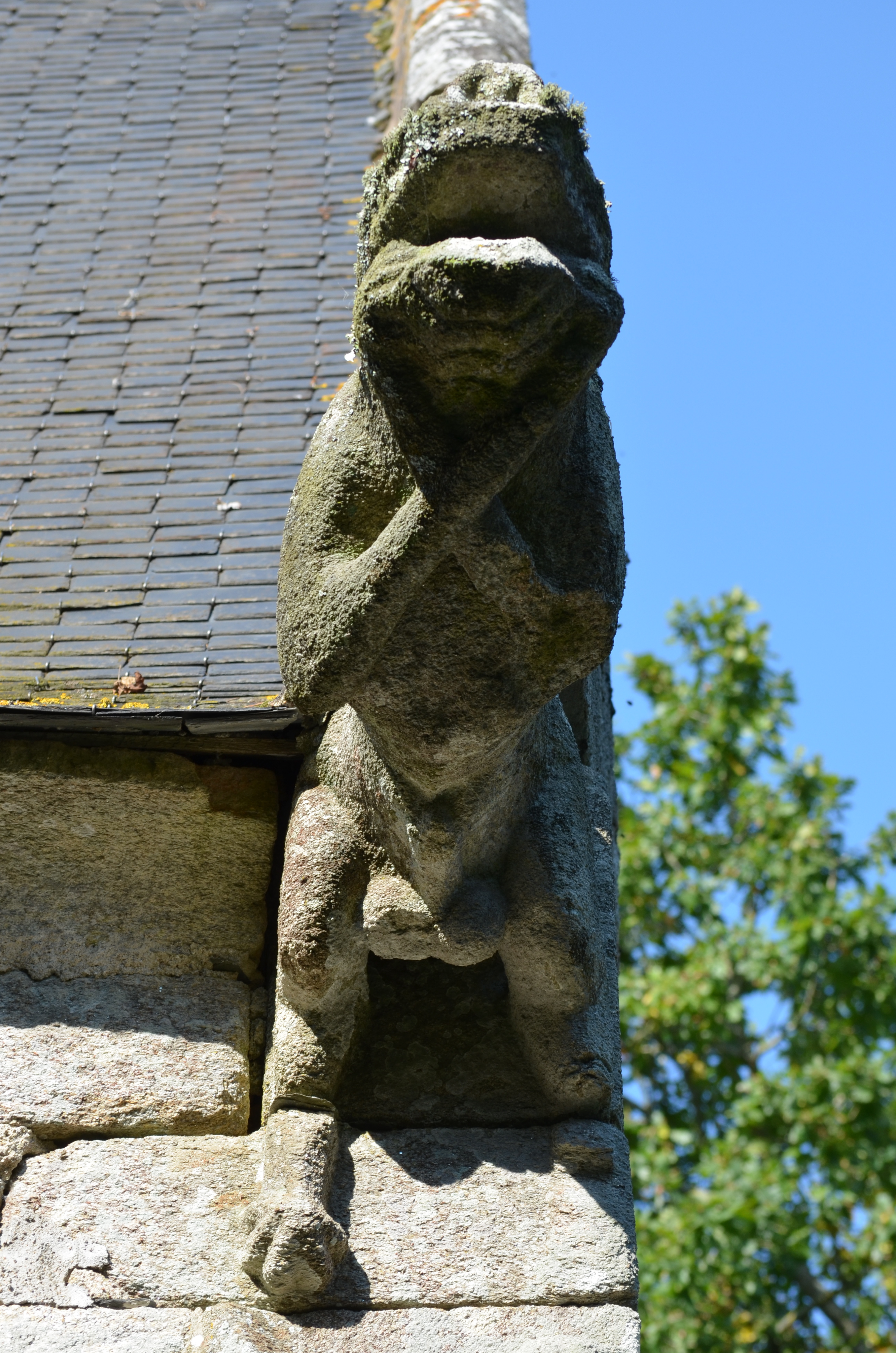
Gargouille